# Vicarstown

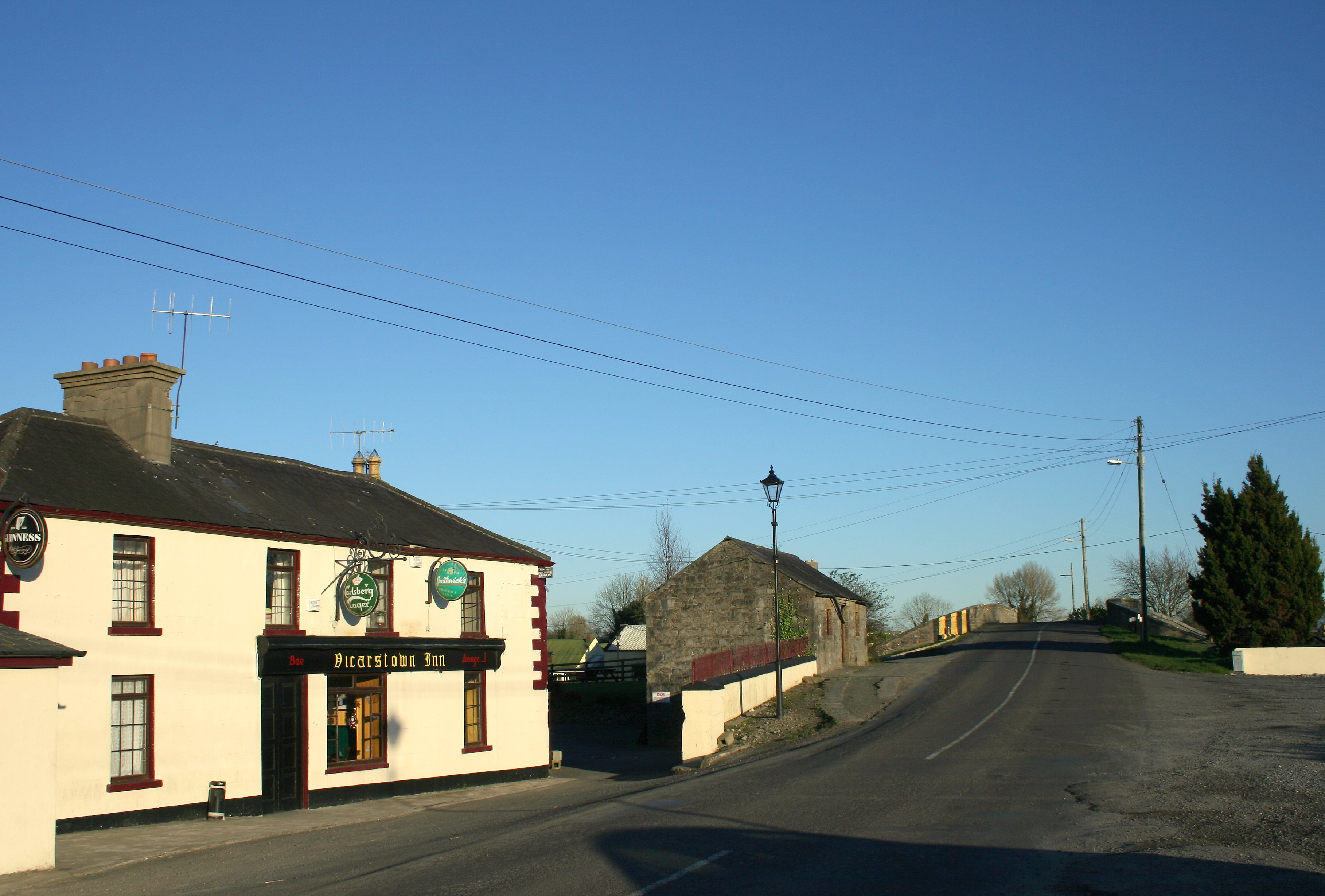
Grand Canal vid Vicarstown.

Vicarstown (iriska: Baile an Bhiocáire) är ett samhälle i grevskapet Laois på Irland. Vicarstown är känd för kanalen Grand Canal som flyter igenom orten.